# Nordlig tegellav
Nordlig tegellav (Psora rubiformis) är en lavart som först beskrevs av Erik Acharius, och fick sitt nu gällande namn av William Jackson Hooker. Nordlig tegellav ingår i släktet Psora och familjen Psoraceae.  Arten är reproducerande i Sverige. Inga underarter finns listade i Catalogue of Life.